# Retro G-Style
Retro G-Style（レトロジースタイル）は、かつて存在した日本の音楽グループ。

## メンバー
- MASAYA（まさや 本名：青木雅哉、1977年10月25日 - 2011年9月21日） [Vocal/Compose/Words/Arrange]担当。北海道出身。2011年9月21日、不慮の事故により死去。
- IGOR（いごーる 本名：松下瑞樹バンダ・イゴール、1976年9月25日 - ） [Rap/Words]担当。東京都出身。ハーフ。グループでの活動終了後は、ソロで音楽活動を経て、現在は浦和レッズで通訳業を行っている。[1]

※活動第1期のメンバー
- DJ SEGA（DJせが 本名：瀬川達也、1981年6月9日 - ） DJ。東京都出身。

## 経歴
MASAYAとIGORの2人によって結成され、活動開始。
2000年2月、インディーズ1stシングル「アイノコトバ ~words of love~」でインディーズデビュー。6月には2ndシングル「Heaven」をリリース。
その後、ケツメイシのDJ KOHNOの紹介で、イベントやライヴのサポートDJを務めていたDJ SEGAが、正式メンバーとして加入する。
2001年12月、シングル「Life」でメジャーデビューを果たし、以降シングル9枚、ミニアルバム1枚、アルバム2枚をリリース。
2003年、マクドナルド初のグローバルブランド戦略“i'm lovin' it”日本版テレビCMソングのアーティストに選ばれる。
2004年3月、2ndアルバム「P.O.P.」リリース後、5月から活動休止に至る。
そして同年9月、DJ SEGAが自分の音楽を追求するためにグループからの脱退を希望した事がきっかけで、解散することとなった。解散後、3人はそれぞれ再デビューに向けて活動する。
2010年6月、MASAYAとIGORが再び意気投合し、『Retro G-Style』再結成を正式に表明。同年8月4日に、約6年5ヶ月ぶりの新曲「キセキノヒト」を配信リリース。
2011年9月21日、MASAYAが不慮の事故により死去。再結成された『Retro G-Style』は、程なくして活動終了となった。
2018年4月11日、「ラストアルバム」と銘打った3rdアルバム「STEREO」を配信リリース。

## ディスコグラフィー

### シングル
インディーズ
1. アイノコトバ ~words of love~ 　　2001/2/17
2. Heaven 　　2001/6/27

メジャー
1. Life（2001/12/5）オリコン83位
  1. Life[5:29] - 「2002 J-PHONE W杯モーグル大会」テーマソング
作詞：MASAYA・IGOR／作曲・編曲：MASAYA
  2. Heaven[4:40]
作詞・作曲・編曲：MASAYA
  3. Life ＞ 2000+1MAZ Mix[5:29]
  4. Heaven ＞ Sun&Water Mix[4:25]
  5. RG｀s First Contact with DJ SEGA[8:24]
  6. Life ＞ TV Mix[8:00]
  7. (エンハンスド)Promotion Video "Life"
2. アイノコトバ（2002/3/6）
  1. アイノコトバ[3:58] - 「2002年JフォンW杯モーグル大会」テーマソング
作詞：MASAYA・IGOR／作曲・編曲：MASAYA
  2. Wake Up (Turn Up Ya Music)[3:40]
作詞：MASAYA・IGOR／作曲・編曲：MASAYA
  3. アイノコトバ (Walking On The Floor Mix)[4:28]
  4. アイノコトバ (Refresh Remix)[4:14]
  5. アイノコトバ (TV Mix)[3:58]
  6. Wake Up (Turn Up Ya Music) (TV Mix)[6:09]
  7. (エンハンスド)including:Promotion Video “アイノコトバ"
3. What's the answer?（2002/5/15）オリコン71位
  1. What's the answer?[4:43] - テレビ東京系アニメ「爆転シュート ベイブレード2002」エンディングテーマ
作詞：MASAYA・IGOR／作曲・編曲：MASAYA
  2. Deep Cover[4:21]
作詞：MASAYA・IGOR／作曲・編曲：MASAYA
  3. What's the answer? (TV Mix)[4:43]
  4. Deep Cover (TV Mix)[6:50]
  5. (エンハンスド)(Including:Promotion Video “What's the answer?")
4. 終わりのメロディー（2002/9/11）オリコン90位
  1. 終わりのメロディー[4:36]
作詞：MASAYA・IGOR／作曲・編曲：MASAYA
  2. September[4:40]
作詞：MASAYA・IGOR／作曲・編曲：MASAYA
  3. 終わりのメロディー (Maestro-T Endless Summer Mix)[4:25]
  4. 終わりのメロディー (TV Mix)[4:34]
5. LIFELIGHTS [E.P.]（2003/1/29）オリコン193位
  1. LIFELIGHTS[5:01]
作詞：MASAYA・IGOR／作曲・編曲：MASAYA
  2. LIFELIGHTS (Deep Float Remix)[5:16]
  3. 終わりのメロディー／Life／What's the answer?／LIFELIGHTS[4:59]
  4. LIFELIGHTS (instrumental)[5:00]
6. What's the answer? ~e.p.~（2003/5/28）オリコン7位
  1. What's the answer?[4:44] - TBS系ドラマ「あなたの人生お運びします!」主題歌。
作詞：MASAYA・IGOR／作曲・編曲：MASAYA
  2. キャンディ[3:50]
作詞：松本隆／作曲：原田真二／編曲：MASAYA・Maestro-T
  3. What's the answer? [TV-MIX][4:43]
  4. キャンディ [TV-MIX][3:49]
7. Freemen（2003/9/3）オリコン90位
  1. Freemen[3:23] - テレビ朝日系アニメ「釣りバカ日誌」エンディングテーマ。
作詞：MASAYA・IGOR／作曲・編曲：MASAYA
  2. One Voice[4:12]
作詞：MASAYA・IGOR／作曲・編曲：MASAYA
  3. Freemen [TV-MIX][3:22]
  4. One Voice [TV-MIX][4:09]
8. Pieces（2004/1/7）オリコン100位
発売直後の3月、w-inds.によりシングルとしてカバーされている。
  1. Pieces[5:46]
作詞：MASAYA・IGOR／作曲：MASAYA／編曲：MASAYA・Yoshihiro Toyoshima
  2. RIDE 2[3:33]
作詞：MASAYA・IGOR／作曲・編曲：MASAYA
  3. Pieces (TV-MIX)[5:40]
9. STAR（2004/2/18）オリコン182位
  1. STAR[4:29]
作詞：MASAYA・IGOR／作曲・編曲：MASAYA
  2. Party 3 〜D.I's Break of Dawn mix〜[3:22]
作詞：MASAYA・IGOR／作曲：MASAYA／編曲：Daisuke Imai
  3. STAR [TV-MIX][4:27]

### ミニアルバム
1. Party 3（2003/6/25）オリコン53位
  1. R.G.T.V.SHOW[0:41]
  2. Party 3[3:19]
  3. 花[3:19]
  4. Night Food 〜Time to Chill〜[0:50]
  5. A.N.L.[3:36]
  6. That's the answer![0:11]
  7. What's the answer?[4:42]
  8. September[4:39]
  9. 少年時代[5:08]
  10. La.La.Ru[0:58]
  11. What's the answer? 〜Midnight Recollection Mix〜[4:12]

### アルバム
1. LIFELIGHTS（2003/1/29）オリコン23位
  1. Welcome to the R.G.S. world[1:01]
  2. What's the answer?[4:41]
  3. アイノコトバ[3:56]
  4. WHY[3:44]
  5. 終わりのメロディー[4:36]
  6. So many tears[4:41]
  7. Dedication[5:00]
  8. Your Body's Callin'[4:52]
  9. LIFELIGHTS[5:00]
  10. Stay with me[4:33]
  11. For The Next Episode...[1:01]
  12. All EYES ON ME[5:02]
  13. Wake up[3:40]
  14. Heaven[4:39]
  15. September[4:38]
  16. Skit[0:38]
  17. Life[5:34]
  18. Deep Cover[4:21]
2. P.O.P.（2004/3/15）オリコン87位
  1. Birthday[0:54]
  2. Pieces[5:40]
  3. One Voice[4:09]
  4. Freemen[3:23]
  5. Session#9[2:37]
  6. Skit[0:06]
  7. Party 3[3:18]
  8. RIDE 2[3:27]
  9. Chill Out 〜Smoggy night ver.〜[0:50]
  10. A.N.L.[3:37]
  11. 花[3:23]
  12. Message[0:43]
  13. Tokyo City[3:55]
  14. 御伽噺[4:27]
  15. STAR[4:26]
  16. 夢のような[4:41]
  17. モノクロ[4:24]
  18. ほらね[5:22]
  19. Neva End[1:00]
3. STEREO（2018/4/11）ラストアルバムと銘打つ。配信限定。

### 配信限定
1. キセキノヒト（2010/8/4）
iTunesの先行配信にてチャート2位を記録。

### オムニバス
1. 99% Radio Show（2003/9/25）
m-flo、EXILE、倖田來未などrhythm zoneレーベル所属のアーティストによるオムニバス盤。「What's the answer?」「Life」が収録されている。また、IGORが、ATSUSHI・SHUN（EXILE）、倖田來未、LISAとともに99% Radio Allstarsとして「Be Mine」に参加。
2. DRESS UP ~avex COVER SONGS collection~（2003/9/25）
avexのアーティストによるカバーソング集。井上陽水の「少年時代」をカバーしている。この曲は「Party 3」にも収録されている。
3. X-TRAIL JAM（2003/11/12）
スノーボードの祭典「X-TRAIL JAM in TOKYO DOME」のコンピレーションアルバム。「What's the answer?」収録。
4. DraMania（2004/6/23）
TBS・フジテレビのドラマ主題歌を集めたオムニバス盤。「What's the answer?」収録。
5. RZ the best of rhythm zone 2005（2005/5/9）
CD・DVDの2枚組。CDに「Pieces」、DVDには「STAR」のPVが収録されている。当グループ、唯一の映像作品。

## 関連事項
- わたせせいぞう 「What's the answer?」『Party3』のジャケットのイラストを手がけた。